# Ahmad II ibn Ali
Ahmad II ibn Ali o Ahmed Bey (árabe أحمد باي بن علي باي, La Marsa 13 de abril de 1862-19 de junio de 1942), fue bey de Túnez de la dinastía husaynita de Túnez, de 1929 a 1942. Era hijo de Ali III ibn al-Husayn. 
Fue declarado príncipe heredero de su primo Muhammad VI al-Habib el 14 de enero de 1928 y le sucedió cuando éste murió el 11 de febrero de 1929. La corriente nacionalista del país estaba representada por el movimiento Destur (francés: Destour) pero sus dirigentes eran viejos y poco decididos. En 1934 en la reunión de Ksar Lehlel, el Destour se dividió en dos fracciones: el Destur y el Neo Destur, este último dirigido por Habib Burguiba. 
El 11 de julio de 1940 se estableció en París el gobierno del general Henri Philippe Pétain y el 26 de julio Jean Pierre Esteva era nombrado residente en Túnez. El 24 de septiembre de 1941 Charles de Gaulle estableció su gobierno en el exilio en Londres. Los nacionalistas tunecinos se dividieron entre colaboracionistas y golistes; el viejo Destur apoyó a las nuevas autoridades de Vichy, mientras Burguiba apoyaba a De Gaulle.
Ahmad II murió el 19 de junio de 1942. Le sucedió su primo Muhammad VII al-Munsif (El Moncef) hijo de Muhammad V al-Nasir. Dejó diez hijos y 8 hijas. Entre los hijos, el séptimo, príncipe Sidi Muhammad al-Taib (El Taïeb), que fue jefe de la casa real de 1964 (ó 1969) hasta su muerte en Cartago el 29 de abril de 1989. 
| Predecesor: Muhammad VI al-Habib | Túnez Bey de Túnez Ahmad II ibn Ali 1929 - 1942 | Sucesor: Muhammad VII al-Munsif |